# Lijst van San Marinese ministers van Buitenlandse Zaken
Hieronder zijn alle ministers van Buitenlandse Zaken van San Marino sinds 1860 weergegeven. De eigenlijke Italiaanse titel is Segretario di Stato per gli Affari esteri ("Staatssecretaris voor Buitenlandse Zaken"). Daarbij zijn deze ministers ook nog het hoofd van de regering van San Marino.

## Overzicht
- 1860 – 1908: Domenico Fattori
- 1908 – 1917: Menetto Bonelli
- 1917 – 1943: Giuliano Gozi
- 1943 – 1945: Gustavo Babboni
- 1945 – 1957: Gino Giacomini
- 1957 – 1972: Federico Bigi
- 1972 – 1973: Giancarlo Ghironzi
- 1973 – 1975: Gian Luigi Berti
- 1976 – 1978: Giancarlo Ghironzi
- 1978 – 1986: Giordano Bruno Reffi
- 1986 – 2002: Gabriele Gatti
- 2002 – 2002: Romeo Morri
- 2002 – 2002: Augusto Casali
- 2002 – 2003: Fiorenzo Stolfi
- 2003 – 2006: Fabio Berardi
- 2006 – 2008: Fiorenzo Stolfi
- 2008 – 2012: Antonella Mularoni
- 2012 – 2016: Pasquale Valentini
- 2016 – 2020: Nicola Renzi
- sinds 2020: Luca Beccari